# Doganelle d'Abruzzo
La Doganella d'Abruzzo (1532-1806) era una istituzione aragonese del Regno di Napoli, nata nel 1532 come distaccamento della Regia dogana della mena delle pecore.

## Storia
Recenti studi mostrano che il sistema doganale abruzzese fosse presente già nella seconda metà del secolo XV e che pertanto la sua nascita fosse pressoché contemporanea a quella di Puglia. Tuttavia risale al 1532 la prima regolamentazione nota della transumanza estesa dalla Puglia anche alla pastorizia abruzzese. L'intenzione dei sovrani aragonesi era così di tassare non solo le greggi transumanti nel Tavoliere delle Puglie, ma anche le "pecore rimaste" in Abruzzo. Qui infatti si svolgeva la cosiddetta "piccola transumanza", ovvero lo spostamento del bestiame dalle zone montane dell'aquilano e del teramano ai pascoli collinari e costieri del teramano stesso e del chietino. La Doganella era governata da un Luogotenente con funzioni amministrative e giudiziarie (per reati e dispute concernenti i pascoli ed il bestiame), nominato dal Doganiere della Dogana di Foggia fino al 1590, quando essa divenne indipendente. Verrà abolita, come la Dogana Grande, nel 1806 da Giuseppe Bonaparte.

## Organizzazione
Dopo la separazione dalla Dogana Grande, a capo della Doganella la Regia Camera della Sommaria di Napoli (suprema magistratura tributaria del Regno) nominava, nell'ambito delle rispettive Regie Udienze provinciali, un Governatore Generale a Chieti ed uno a L'Aquila. Da questi dipendevano rispettivamente la Luogotenenza di Penne e quella di Tocco da Casauria. Solo nel 1787 fu istituito infine il Governatorato Generale di Teramo.

## Compiti
La funzione amministrativa di questa istituzione prevedeva la gestione di diversi corpi di entrata fiscale legati alla pastorizia, indicati genericamente con la denominazione di Doganelle d'Abruzzo:
- Doganella delle pecore rimaste: tassava le greggi che usufruivano dei pascoli demaniali.

- Regi Stucchi: furono istituiti quando il Governo napoletano iniziò ad acquistare il diritto di pascolatico anche dei terreni privati, sottraendolo alle Università ed ai baroni, e tassarne quindi l'uso. Gli Stucchi e le relative Doganelle (intese qui come uffici) erano 8 nella Provincia di Abruzzo Citra: Terzo di capo di Monte Odorisio, Terzo di mezzo di Monte Odorisio, Terzo da piede di Monte Odorisio, Casal Bordino, Scierni, Pollutri, Padula del Vasto e Santo Salvo; 32 invece nella Provincia di Abruzzo Ulteriore Primo: Colonnella, Tortoreto, Cretaro, Piannaccio, Giulia, Mosciano Sant'Angelo, Montone, Poggio Morello, Bellante, Ripattoni, Castelvecchio ad alto, Castelvecchio a bascio, Notaresco, Guardia Vomano, Mezzo Morto, Montepagano, Sant’Atto, Poggio d'Atri, Marino, Mutignano, Silvi, Stampalone, Collecorvino, Pianella, Moscufo, Rosciano, Controguerra, Sant'Omero, Pescara, Cellino Attanasio, Montesilvano e Spoltore[4].

- Poste d'Atri: le poste erano gli appezzamenti nei quali erano suddivisi i terreni demaniali del Tavoliere delle Puglie, da assegnare ad ogni pastore dietro pagamento della fida; quando il Governo acquistò lo jus pascendi sul territorio di Atri, allora capitale del potente ducato degli Acquaviva, la città conservò sui suoi 25 appezzamenti alcuni particolari privilegi; in particolare conservava la facoltà di scegliere la provenienza dei pastori, cosicché le poste venivano sempre locate a pastori atriani o delle Università vicine e mai per esempio ai Marchigiani noti come Marchitti, malvisti in tutta la provincia[5].

- Pene di Ristoppiamento: sui terreni privati degli Stucchi gravati dal diritto di pascolo, era vietato qualsiasi lavoro agricolo per il periodo della transumanza, ovvero dal 29 settembre all'8 maggio[6]. Ai proprietari venne consentito di coltivare almeno parte dello Stucco, dietro pagamento delle suddette Pene.

- Fida degli animali grossi: tassa sugli animali diversi dagli ovini, quali muli, cavalli e bovini.

Altra funzione della Doganella era quella giudiziaria. Infatti ad essa era demandata la competenza giurisdizionale esclusiva, civile e criminale, in tutte le cause che coinvolgevano i pastori transumanti. A questi infatti, l'istituzione, oltre agli erbaggi sicuri, alla protezione durante gli spostamenti e all'esenzione da dazi e gabelle, garantiva anche il privilegio della "derogatio fori", ovvero l'esenzione da ogni altra corte, regia o baronale, diversa da quella doganale.